# Aleksandr Yatskévich
Aleksandr Yatskévich (Dobele, URSS, 25 de marzo de 1958) es un deportista soviético que compitió en judo.
Participó en los Juegos Olímpicos de Moscú 1980, obteniendo una medalla de bronce en la categoría de –86 kg. Ganó tres medallas de oro en el Campeonato Europeo de Judo entre los años 1978 y 1982.

## Palmarés internacional
| Juegos Olímpicos   | Juegos Olímpicos     | Juegos Olímpicos  | Juegos Olímpicos |
| Año                | Lugar                | Medalla           | Categoría        |
| ------------------ | -------------------- | ----------------- | ---------------- |
| 1980               | Moscú (URSS)         | Medalla de bronce | –86 kg           |
| Campeonato Europeo |                      |                   |                  |
| Año                | Lugar                | Medalla           | Categoría        |
| 1978               | Helsinki (Finlandia) | Medalla de oro    | –86 kg           |
| 1980               | Viena (Austria)      | Medalla de oro    | –86 kg           |
| 1982               | Rostock (RDA)        | Medalla de oro    | –86 kg           |